# Соснові бори атлантичного узбережжя
Соснові бори атлантичного узбережжя (ідентифікатор WWF: NA0504) — неарктичний екорегіон хвойних лісів помірної зони, розташований на північному сході США.

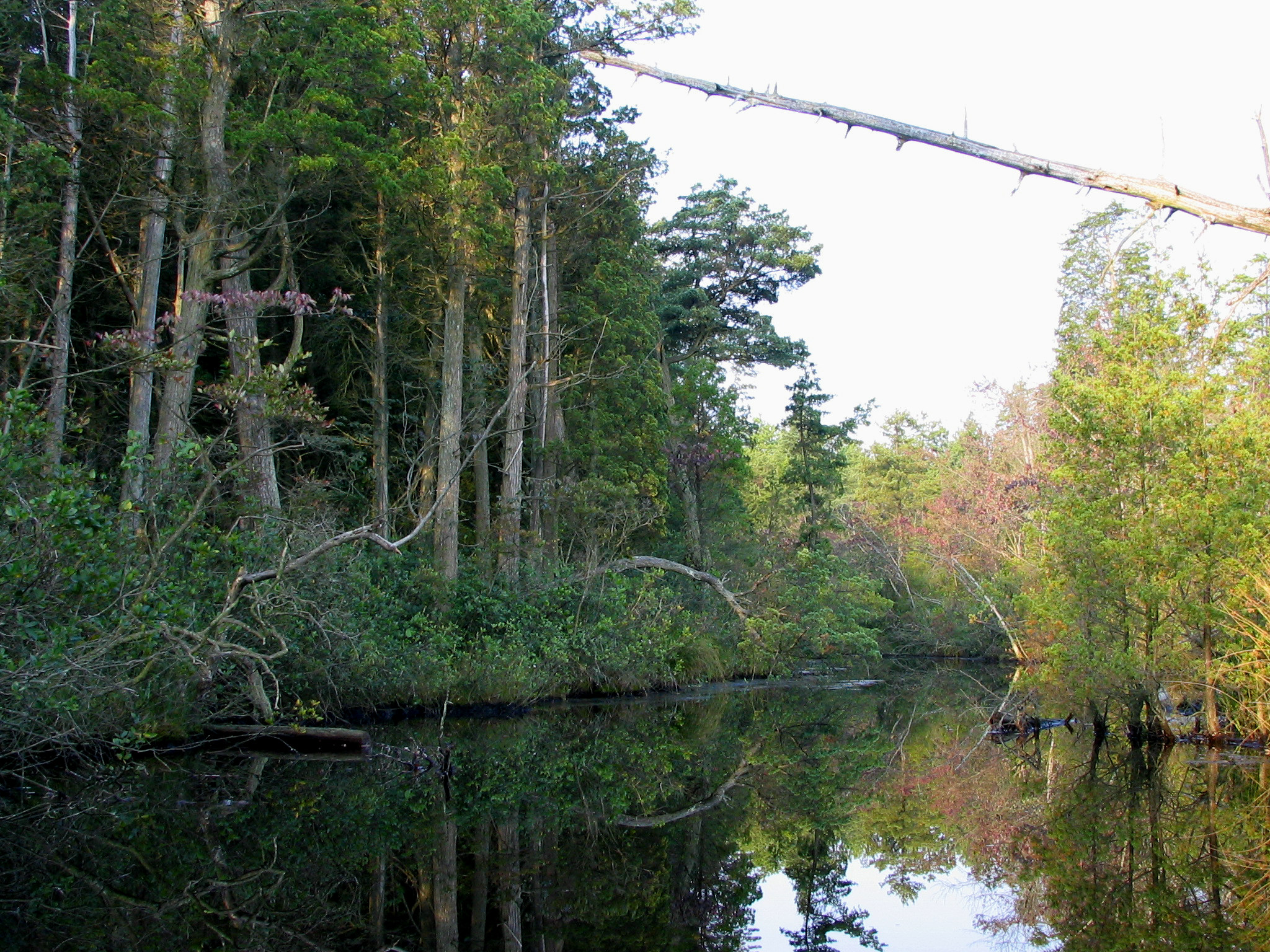
Ліс на березі річки Мулліка (річка) (Нью-Джерсі)

## Географія
Екорегіон соснових борів атлантичного узбережжя охоплює кілька великих масивів соснових лісів, розташованих у прибережних районах північного сходу США. Найбільший масив цих лісів, відомий як Нью-Джерсійські соснові бори, або просто Бори, розташований на півдні штату Нью-Джерсі. Другий масив, відомий як Лонг-Айлендські соснові бори, розташований далі на північний схід, у південній та східній частинах острова Лонг-Айленд в штаті Нью-Йорк. Третій масив, відомий як Плімутські соснові бори, простягається від Плімута на південному сході Массачусетса до півострова Кейп-Код та до островів Мартас-Віньярд та Нантакет.
На низовинах екорегіону, що лежать на узбережжі Атлантичного океану, зустрічаються зандрові рівнини, морени та інші льодовикові форми рельєфу, які утворилися внаслідок Вісконсинського зледеніння. З геологічної точки зору основу екорегіону складають третинні осадові породи, передусім піщані та гравійні льодовикові відклади. Піщані, кислі ґрунти регіону бідні на поживні речовини.
На навколишніх територіях, де зустрічаються більш родючі ґрунти, соснові бори переходять у прибережні ліси північного сходу США та у прибережні ліси Середньоатлантичних Штатів.

## Клімат
В південній (нью-джерсійській та нью-йоркській) частині екорегіону переважає вологий субтропічний клімат (Cfa за класифікацією кліматів Кеппена), а в північній (массачусетській) — помірний морський клімат (Cfb за класифікацією Кеппена). Середня температура в регіоні коливається від 9 °C до 12,5 °C, середня літня температура — від 20 °C до 24 °C, а середня зимова температура — від -0,5 °C до 3,5 °C. Середньорічна кількість опадів становить 1100-1200 мм, які рівномірно розподілені протягом року. Раз на 5-6 років в регіоні трапляються тропічні циклони.

## Флора
Основними рослинними угрупованнями екорегіону є бори, видовий склад та структура яких залежить від частоти пожеж. На більшій частині екорегіону у лісах домінують сосни, однак там, де пожежі трапляються з інтервалом у 10 років або частіше, поширені карликові ліси, а там, де пожежі трапляються рідко, — мішані сосново-дубові ліси. У заболочених районах ростуть заболочені хвойні та листяні ліси.
Основними рослинними угрупованнями екорегіону є соснові бори, в яких домінують смолисті сосни (Pinus rigida). Також в цих лісах зростають короткохвойні сосни (Pinus echinata), хоч і в невеликій кількості, а на півдні Нью-Джерсі доволі часто зустрічаються ладанні сосни (Pinus taeda) та ставкові сосни (Pinus serotina). Окрім сосен, в борах регіону ростуть різноманітні дуби: чорні дуби (Quercus velutina), білі дуби (Quercus alba), зірчасті дуби (Quercus stellata), каштанові дуби (Quercus montana), шарлатові дуби (Quercus coccinea) та мерілендські дуби (Quercus marilandica). Соснові бори, як правило, є не дуже густими, що дозволяє великій кількості сонячних променів досягати густого підліска. Його основу складають кущі чорної гекльберрі (Gaylussacia baccata), синьої гекльберрі (Gaylussacia frondosa), блідої чорниці (Vaccinium pallidum), підмонтської ліонії (Lyonia mariana), широколистої кальмії (Kalmia latifolia) та вузьколистої кальмії (Kalmia angustifolia). Також у підліску у великій кількості росте звичайний орляк (Pteridium aquilinum).
У районах, де пожежі трапляються дуже часто, домінують смолисті сосни (Pinus rigida) та мерілендські дуби (Quercus marilandica), які здатні швидко відновлюватися після них. Ці дерева позбавлені можливості рости вгору і досягають лише 120 см заввишки. В підліску карликових лісів поширена чорна гекльберрі (Gaylussacia baccata) та бліда чорниця (Vaccinium pallidum), а також широколиста кальмія (Kalmia latifolia), вузьколиста кальмія (Kalmia angustifolia) та звичайна мучниця (Arctostaphylos uva-ursi).
У районах, де пожежі трапляються рідко, в лісовій підстилці накопичується опале листе, створюючи середовище, яке сприяє проростанню молодих дубів, однак ускладнює проростання сосен. З часом соснові дерева відмирають, замінюючись дубами, що призводить до формування дібров. В дубових лісах екорегіону зустрічаються чорні дуби (Quercus velutina), шарлатові дуби (Quercus coccinea), каштанові дуби (Quercus montana), білі дуби (Quercus alba) та зірчасті дуби (Quercus stellata), серед яких розкидані смолисті сосни (Pinus rigida) та короткохвойні сосни (Pinus echinata). Лісовий намет в дібровах більш густий, ніж у соснових борах. В підліску поширені кущі чорної гекльберрі (Gaylussacia baccata), синьої гекльберрі та блідої чорниці (Vaccinium pallidum).
Вздовж річок та струмків екорегіону ростуть заболочені ліси, основу яких складають атлантичні кипарисики (Chamaecyparis thyoides), у яких, на відміну від навколишніх соснових борів, підлісок дуже тінистий. Окрім кипарисиків, у цих лісах також зростають червоні клени (Acer rubrum), чорні тупело (Nyssa sylvatica), смолисті сосни (Pinus rigida) та віргінські магнолії (Magnolia virginiana). На галявинах та узліссях ростуть кущі чорної гекльберрі (Gaylussacia baccata), синьої гекльберрі (Gaylussacia frondosa), блідої чорниці (Vaccinium pallidum), болотяної азалії (Rhododendron viscosum), чашечкової торф'яниці (Chamaedaphne calyculata) та болотяних собачих пут (Eubotrys racemosa). Також в заболочених хвойних лісах зустрічаються прибережні духмяні перці (Clethra alnifolia), плімутські сабатії (Sabatia kennedyana), чорнильні падуби (Ilex glabra) та канадські падуби (Ilex verticillata).
Основу листяних заболочених лісів складають американські амброві дерева (Liquidambar styraciflua), червоні клени (Acer rubrum) та американські падуби (Ilex opaca). Серед інших дерев, що зустрічаються в цих лісах, слід відзначити болотяний дуб (Quercus palustris), двоколірний дуб (Quercus bicolor), верболистий дуб (Quercus phellos), чорне тупело (Nyssa sylvatica) та віргінську магнолію (Magnolia virginiana). В підліску поширені густі хащі східного отруйного плюща (Toxicodendron radicans), а також чагарники південної калини (Viburnum dentatum), звичайної ліндери (Lindera benzoin), північної лохини (Vaccinium corymbosum), прибережного духмяного перця (Clethra alnifolia) та болотяної азалії (Rhododendron viscosum).
На островах Мартас-Віньярд і Нантакет та на узбережжях Лонг-Айленда, на кислих, бідних на поживні речовини, добре дренованих ґрунтах, в районах, де часто трапляються пожежі, зустрічаються унікальні для США ділянки приморських пустищ. Тут росте пенсильванська осока (Carex pensylvanica) та різні види чагарників з родини вересових (Ericaceae), зокрема різні види гекльберрі і чорниці (Vaccinium), звичайна мучниця (Arctostaphylos uva-ursi) та мітлиста вороняча ягода (Corema conradii), а також кущі золотої гудзонії (Hudsonia ericoides) та майже ендемічної нантакетської ірги (Amelanchier nantucketensis).
Флора екорегіону вирізняється дуже високим видовим різноманіттям та рівнем ендемізму, як для екорегіону, розташованого у доволі високих широтах. Загалом в регіоні зустрічається близько 800 видів рослин. Більшість ендеміків регіону є не окремими видами, а підвидами, що відображає відносно короткий час, який пройшов з моменту завершення останнього льодовикового періода.

## Фауна
В соснових борах та на пустищах екорегіону зустрічається 45 видів ссавців та понад 300 видів птахів. Серед поширених в регіоні ссавців слід відзначити білохвостого оленя (Odocoileus virginianus), барибала (Ursus americanus), звичайну лисицю (Vulpes vulpes), сіру лисицю (Urocyon cinereoargenteus), руду рись (Lynx rufus), довгохвосту ласицю (Neogale frenata), смугастого скунса (Mephitis mephitis), американського зайця (Lepus americanus), червону вивірку (Tamiasciurus hudsonicus), сіру вивірку (Sciurus carolinensis), звичайного ракуна (Procyon lotor), лісового бабака (Marmota monax), східного бурундука (Tamias striatus), південну літягу (Glaucomys volans) та віргінського опосума (Didelphis virginiana). На берегах річок та озер поширені канадські бобри (Castor canadensis), канадські видри (Lontra canadensis), річкові візони (Neogale vison) та болотяні ондатри (Ondatra zibethicus). Ендеміками екорегіону є маскегетські полівки (Microtus breweri), а майже ендемічними його представниками — новоанглійські кролики (Sylvilagus transitionalis).
Серед поширених в екорегіоні птахів слід відзначити віргінську перепелицю (Colinus virginianus), американського орябка (Bonasa umbellus), великого індика (Meleagris gallopavo), північну зенаїду (Zenaida macroura), білоголового орлана (Haliaeetus leucocephalus), північну жовну (Dryocopus pileatus), канадського дрімлюгу (Antrostomus vociferus), рубіновогорлого колібрі (Archilochus colubris), берегову ворону (Corvus ossifragus), гострочубу синицю (Baeolophus bicolor), каролінського повзика (Sitta carolinensis), балтиморського трупіала (Icterus galbula), каролінського поплітника (Thryothorus ludovicianus), прямодзьобого тремблера (Toxostoma rufum), сірого пересмішника (Dumetella carolinensis), північного жовтогорлика (Geothlypis trichas), жовтоголового червоїда (Vermivora cyanoptera), оливкового смугастовольця (Seiurus aurocapilla), строкатого пісняра (Mniotilta varia), соснового пісняра-лісовика (Setophaga pinus), білоокого віреона (Vireo griseus), східного тауї (Pipilo erythrophthalmus). білоброву карнатку (Spizella passerina), польову карнатку (Spizella pusilla), лісового дрозда (Hylocichla mustelina) та червоного кардинала (Cardinalis cardinalis). На узбережжі Атлантичного океану зустрічаються приморські багновці (Ammodramus maritimus) та майже ендемічні гострохвості багновці (Ammospiza caudacuta). Також пляжі екорегіону є важливим місцем гніздування жовтоногих пісочників (Charadrius melodus) та рожевих крячків (Sterna dougallii). Раніше на приморських пустищах екорегіону зустрічався ендемічний підвид лучного тетерука Tympanuchus cupido cupido, однак на початку XX століття він повністю вимер.
Герпетофауна екорегіону включає американську плямисту саламандру (Ambystoma maculatum), борову деревну жабу (Dryophytes andersonii), плямисту черепаху (Clemmys guttata), лісову черепаху (Glyptemys insculpta), східну свиноносу змію (Heterodon platirhinos) та лісового гримучника (Crotalus horridus). Ендеміками екорегіону є плімутські червоночереві черепахи (Pseudemys rubriventris bangsi).

## Збереження
Соснові бори екорегіону значно постраждали від вирубки та розширення передмість, особливо в Нью-Джерсі та на Лонг-Айленді. Екстенсивне освоєння цих територій призвело до збільшення інтервалів між пожежами, що в свою чергу призвело до збільшення кількості дубів порівняно з соснами. Тим не менш, екорегіон включає одні з найкраще збережених ділянок природних ландшафтів на сході США, головним чином тому, що його бідні ґрунти перешкоджають інтенсивному розвитку сільського господарства.
Оцінка 2017 року показала, що 2251 км², або 17 % екорегіону, є заповідними територіями. Природоохоронні території включають: Державний ліс Майлс-Стендіш, Державний ліс імені Мануеля Корреллуса, Національне узбережжя Кейп-Код в Массачусетсі, Національний заповідник соснових борів, Державний ліс Уортон, Державний ліс імені Брендана Бірна та Національний природний заповідник Кейп-Мей в Нью-Джерсі, а також Державний ліс Рокі-Пойнт в Нью-Йорку.